# King Fahd International Airport
De King Fahd International Airport (Arabisch: مطار الملك فهد الدولي) bevindt zich 20 kilometer ten noordwesten van de stad Dammam. De luchthaven eert met zijn naam Fahd bin Abdoel Aziz al-Saoed.
De luchthaven werd gebouwd van 1983 tot 1999 en opende op 28 november 1999.
In 2015 waren er 72.168 vliegbewegingen op het vliegveld waarmee 9.457.000 passagiers en 95.321 ton cargo werden getransporteerd.